# Walisische Badmintonmeisterschaft 2015
Die Walisische Badmintonmeisterschaft 2015 fand vom 31. Januar bis zum 1. Februar 2015 in Cardiff statt.

## Medaillengewinner
| Disziplin    | Gold                        | Silber                             | Bronze                       |
| ------------ | --------------------------- | ---------------------------------- | ---------------------------- |
| Herreneinzel | Daniel Font                 | Tsung Fong Mo                      | Will Kitching                |
| Herreneinzel | Daniel Font                 | Tsung Fong Mo                      | Matthew Pritchard            |
| Dameneinzel  | Carissa Turner              | Aimee Moran                        | Gean Sou Mo                  |
| Dameneinzel  | Carissa Turner              | Aimee Moran                        | Jordan Hart                  |
| Herrendoppel | Daniel Font Joe Morgan      | Oliver Gwilt Nic Strange           | Rob John William Painter     |
| Herrendoppel | Daniel Font Joe Morgan      | Oliver Gwilt Nic Strange           | Matthew Hughes Michael Lewis |
| Damendoppel  | Sarah Thomas Carissa Turner | Ellen Mahenthiralingam Aimee Moran | Hannah Killick Alice Palmer  |
| Mixed        | Oliver Gwilt Emilie Gwilt   | Joe Morgan Sarah Thomas            | Tsung Fong Mo Gean Sou Mo    |
| Mixed        | Oliver Gwilt Emilie Gwilt   | Joe Morgan Sarah Thomas            | Daniel Font Aimee Moran      |